# Grand raid de 1322
Première guerre d'indépendance de l'Écosse
Batailles
Le grand raid de 1322 est un raid militaire dans le Nord de l'Angleterre, entrepris par le roi Robert Ier d'Écosse durant la Première guerre d’indépendance écossaise entre le 30 septembre et le 2 novembre 1322. Il se conclut par une défaite anglaise retentissante à Old Byland. 

## Contexte
À la suite de la défaite anglaise de Bannockburn en 1314, l'indépendance écossaise face à la suzeraineté anglaise est définitivement assurée. Pourtant, le roi d'Angleterre Édouard II refuse d'accepter la situation. Les attaques de Robert Ier d'Écosse pendant les années suivantes ont donc pour principal but de faire fléchir le roi d'Angleterre et le forcer à reconnaître Robert comme roi d'Écosse. Les Écossais mènent plusieurs attaques au nord de l'Angleterre : Carlisle est assiégée sans succès par Robert en 1315, Berwick-upon-Tweed est reprise en 1318 après un bref siège. Le roi d'Écosse ouvre un nouveau front en 1315 en proclamant roi d'Irlande son frère cadet Édouard Bruce : c'est un défi direct à l'autorité d'Édouard II, qui est suzerain d'Irlande. La campagne d'Édouard Bruce en Irlande déstabilise profondément l'autorité anglaise sur l'île. Finalement, Bruce est défait et tué à la bataille de Faughart en 1318. La menace écossaise est écartée mais Robert Ier n'interrompt pas ses attaques tant que Édouard n'accepte pas de conclure la paix.
De son côté, Édouard II est en mauvaise posture. En butte à l'opposition des barons depuis son avènement, le roi doit tolérer l'influence grandissante de son cousin Thomas de Lancastre sur le gouvernement. Lancastre est le chef des grands barons et a fait froidement exécuter en 1312 Piers Gaveston, favori du roi. Bien qu'il ait été forcé de lui pardonner, le roi conserve une rancune tenace à l'égard de son cousin. La déroute de Bannockburn a considérablement affaibli Édouard II, qui est discrédité pour sa mauvaise gestion de la campagne contre l'Écosse. Lancastre fait son entrée au conseil royal et essaie de réorganiser le gouvernement mais est inefficace. Les défaites militaires, la Grande Famine qui ronge le pays entre 1315 et 1317 et l'influence de nouveaux favoris auprès d'Édouard le conduisent à quitter son poste. Malgré un semblant de réconciliation lors du traité de Leake en 1318, les tensions ne cessent de croître entre le roi et son cousin.
En 1319, Édouard II rassemble ses barons pour aller reconquérir Berwick, tombée l'année précédente aux mains des Écossais. La garnison de Berwick envoie des messages d'alerte à Robert Ier d'Écosse. Ce dernier s'empresse de conduire une attaque de diversion dans le Yorkshire. L'armée écossaise manque de peu de capturer la reine Isabelle de France, épouse d'Édouard. La reine n'est sauvée que par l'énergie de l'archevêque d'York William Melton, qui rassemble en hâte une armée. Les Anglais sont sévèrement battus à la bataille de Myton. La défaite sert de prétexte au parti de la cour pour s'en prendre au parti du comte de Lancastre. Hugues le Despenser, favori d'Édouard II, va même jusqu'à accuser le comte d'avoir secrètement révélé aux Écossais la position de la reine. Quelle que soit la vérité, le revers anglais conduit à l'abandon du siège de Berwick. Édouard, qui n'est plus en position de force pour affronter son adversaire écossais, négocie une trêve de trois ans qui court jusqu'en janvier 1322.
Pendant ce laps de temps, le roi d'Angleterre compte bien gagner le duel qui l'oppose à la fronde des barons. À l'été 1321, les barons des Marches galloises, soutenus en sous-main par Lancastre, se soulèvent et forcent le roi à exiler son favori Hugues le Despenser. Après une courte période de paix, Édouard décide d'en découdre avec ses adversaires. Il se tourne vers les barons modérés et leur promet de nombreuses concessions s'ils se rallient à lui et acceptent le retour de Despenser. Dès l'automne 1321, la campagne contre les alliés de Lancastre commence au pays de Galles. Lâché par ses alliés gallois qui capitulent en janvier 1322, Lancastre se replie dans ses terres au nord, espérant faire jonction avec les Écossais. Il est intercepté par le shérif Andrew Harclay à Boroughbridge le 16 mars 1322 et défait. Lancastre est capturé et sommairement exécuté peu après sur ordre du roi. Ce que les historiens modernes appellent la guerre des Despenser est un véritable succès militaire et politique pour Édouard II. Les rebelles sont exécutés ou emprisonnés, le Parlement mis au pas, permettant ainsi au roi de régner librement avec son favori le Despenser.

## Première expédition écossaise
Robert Ier n'a pas attendu la victoire d'Édouard à Boroughbridge pour reprendre ses raids au nord de l'Angleterre. Dès janvier 1322, les pillages reprennent. Andrew Harclay, qui avait avec succès repoussé le siège de Carlisle en 1315, demande aux rebelles du nord de mettre de côté leurs griefs pour repousser leurs adversaires communs mais se voit essuyer un refus. Les preuves de la complicité entre Lancastre et les Écossais sont découvertes sur le champ de bataille de Boroughbridge, ce qui sert de prétexte à Édouard pour envahir l'Écosse. En mars, le maire de Newcastle-upon-Tyne réclame l'assistance du roi. Soucieux de préserver l'intégrité de son royaume, Édouard répond à son appel en convoquant pour le 1er août tous ses barons pour reprendre le conflit contre l'Écosse. Pendant ce temps, Édouard prépare activement sa campagne et renforce son pouvoir en accordant des terres à ceux qui l'ont servi fidèlement au cours de la guerre civile. Parmi ceux qui sont récompensés figurent Despenser, ainsi que Harclay, qui est créé comte de Carlisle. Il est également nommé gardien des Marches.
Entretemps, l'invasion écossaise prévue par les Anglais se matérialise au début de l'été. Vers le 17 juin 1322, l'armée écossaise avance vers Carlisle. Robert Ier poursuit sa route vers l'abbaye de Holmcultram, qui est gravement endommagée. Il met à sac les propriétés du Copeland. Le roi d'Écosse traverse ensuite Egremont, dont il brûle les deux moulins aux alentours de Midsummer. Bien que l'abbé de Furness paye Robert pour qu'il épargne ses terres, ce dernier les pille et les brûle. L'armée écossaise se dirige alors sur la ville de Lancaster. En chemin, l'incendie de Nether Kellet et la destruction de Torrisholme (en) conduisent à un exode précipité de la population vers le sud. Lancaster n'échappe pas à la barbarie des envahisseurs : seules deux églises sont épargnées selon la Chronique de Lanercost. De leur côté, les comtes de Moray et de Douglas ont effectué leur route à travers Kendal et Hornby (en). Ils font leur jonction avec Robert Ier à Lancaster le 2 juillet, où ils restent tous ensemble pendant quatre jours.
L'armée écossaise agrandie repart en direction de Preston, puis de Skerton (en), où les plants de blé sont arrachés. Un rapport de 1324 montre que les destructions à Preston ont été impressionnantes mais rapidement comblées. Certaines troupes écossaises avancent jusqu'à Samlesbury, qui est également pillée. À ce moment-là, elles sont rappelées au nord par leur roi, qui entame lentement sa retraite. L'armée écossaise marque ensuite un arrêt à Carlisle, où elle reste pendant cinq jours. Robert Ier ordonne alors à ses hommes de piller tout ce qu'ils trouvent. Le 24 juillet, l'armée écossaise retraverse la frontière. L'invasion écossaise du Lancashire a permis aux Écossais de se réapprovisionner, en prévision de l'attaque imminente d'Édouard II. Les Écossais se sont également emparés d'une grande partie du bétail appartenant auparavant au comte de Lancastre, qu'ils s'étaient abstenus de son vivant de convoiter. L'autre but de cette brève campagne était sans doute de saper l'autorité de Andrew Harclay, désormais le plus grand magnat au nord de l'Angleterre.

## L'invasion anglaise de l'Écosse
Ce spectaculaire raid n'empêche pas l'invasion anglaise d'avoir lieu en août. L'immense armée de 20 000 hommes entre en marche, contourne Berwick et avance en direction d'Édimbourg. Édouard n'arrive pourtant pas à localiser son adversaire, qui a retiré son armée au-delà de la rivière Forth et a emporté avec lui tous les vivres qu'il a confisqués auparavant. Dans le Lothian, les Anglais ne trouvent qu'une vache boiteuse, ce qui aurait fait dire au comte de Surrey : « Il s'agit sans doute du bœuf le plus cher que j'ai jamais vu. Il a sûrement coûté mille livres et plus ! » ¨Pourtant, l'avancée des Anglais se fait sans opposition : Édouard campe à Musselburgh dès le 19 août. Affamé, il décide d'attendre pendant deux jours à Leith une flotte de ravitaillement. Celle-ci n'apporte pas les vivres attendus car elle a été dispersée par des navires privés flamands ainsi que par une tempête.
Devant faire face à la famine et aux maladies, l'armée anglaise se replie vers la frontière avant la fin du mois d'août. C'est au cours de cette retraite que meurt subitement Adam FitzRoy, seul fils illégitime du roi Édouard. Celui-ci est de retour en Angleterre dès le 2 septembre mais annonce son intention de rester dans le nord de l'Angleterre. Le 26 septembre, il écrit une lettre aux connétables des châteaux de Bamburgh, de Warkworth, de Dunstanburgh et d'Alnwick, leur reprochant leur inactivité face aux incursions écossaises. En effet, les Écossais reprennent petit à petit le contrôle du sud de leur pays et menacent à nouveau le Northumberland. Les réfugiés anglais s'enfuient en masse dans le Yorkshire. De son côté, Andrew Harclay, qui commandait à Carlisle une cavalerie imposante ainsi que 280 hommes d'armes et 500 hobelars, voit ses hommes se débander faut d'avoir été payés à la fin du mois de septembre. Cette lourde défection précipite la nouvelle invasion écossaise.

## Second raid écossais
Le 30 septembre 1322, Robert Ier d'Écosse traverse le Solway Firth, débarque près de Bowness-on-Windermere et ravage les environs de Carlisle jusqu'au 5 octobre. Cette mise à sac empêche Harclay de rassembler ses hommes et d'organiser une défense efficace. Ce dernier se retire au sud du Lancashire pour lever de nouvelles troupes mais Robert s'écarte et mène des raids sur les paroisses de Scotby (en) et Carlatton and Cumrew (en), sur leur chemin à travers les Pennines. Cette avancée brusque a été interprétée par la Chronique de Lanercost comme une tentative pour capturer un membre éminent de l'entourage d'Édouard II, afin d'en faire un otage important à rançonner contre lequel Robert imposerait la reconnaissance de l'indépendance écossaise.
Les réactions anglaises face à l'invasion ne semblent pas avoir été coordonnées. Le 2 octobre, Édouard est informé de la présence des Écossais alors qu'il se trouve à Barnard Castle. Il convoque immédiatement dix des plus grands magnats du nord du royaume, dont Harclay. Le roi compte mobiliser tous les hommes aptes au combat entre 16 et 60 ans. Le roi montre sa colère lorsqu'il apprend que Harclay ne peut se présenter devant lui. Ce dernier tente de pourchasser Robert et son armée mais il n'a pas assez d'hommes sous ses ordres. Il poursuit sa route vers le sud pour reconstituer une nouvelle armée. Harclay se montre efficace puisqu'il a rapidement 30 000 hommes du seul comté de Lancastre sous ses ordres. Il marche alors vers l'ouest pour rejoindre le roi. Il semble qu'il ne se soit pas pressé pour rejoindre Édouard, préférant attendre la suite des événements.

### Déroute à Old Byland
De son côté, le roi n'est pas encore inquiet pour sa propre sécurité. Il a à ses côtés les comtes de Pembroke, de Richmond et de Louth, ce dernier ayant amené 74 hommes d'armes montés et 115 hobelars. Le roi espère toujours que les troupes de Harclay vont arriver à temps. L'archevêque William Melton s'inquiète dès le 5 octobre de la présence d'Écossais près de Richmond mais il s'agit vraisemblablement d'une erreur, car à cette date, Robert Ier vient tout juste de quitter Carlisle. Le 13 octobre, le roi est soudainement informé que ses adversaires se trouvent à Northallerton. Il ordonne alors aux comtes de Richmond et de Pembroke de le rejoindre immédiatement à son campement, situé à l'abbaye de Rievaulx. De son côté, le comte de Moray se trouve à Malton, située à seulement 15 miles du campement royal. Ce détour incroyable de l'armée écossaise peut seulement être considéré comme une tentative d'affrontement direct avec Édouard II.
De manière inattendue, les Écossais foncent le 14 octobre sur l'abbaye de Byland, où est installé le roi, qui s'enfuit en précipitation vers l'abbaye de Rievaulx. Le comte de Moray avance alors vers Rievaulx, ayant sans doute l'intention de capturer le roi d'Angleterre. L'armée royale se rassemble alors près de Byland, sous les ordres du comte de Richmond. Celui-ci espère ralentir la progression écossaise pour donner du temps au roi pour s'enfuir. Pour déloger le comte de Richmond, le roi d'Écosse lance une charge sur l'armée anglaise afin qu'elle le poursuive en dehors de la colline. Cela permet à une petite force écossaise qui s'était cachée d'enfoncer l'arrière de l'armée de Richmond. Ce dernier est fait prisonnier tandis que ceux qui tentent de s'enfuir sont tués dans la mêlée. La bataille d'Old Byland est ainsi la plus lourde défaite anglaise face aux Écossais depuis Bannockburn. Alarmé par la situation, Édouard rentre en catastrophe avec son favori Hugues le Despenser à York, pour lever de nouvelles troupes.

### Fuite de la reine Isabelle
La reine Isabelle, qui a suivi l'avancée de son époux lors de son expédition au mois d'août, est de son côté envoyée au prieuré de Tynemouth. L'armée écossaise poursuit sa route vers le sud. Isabelle se préoccupe de sa propre situation et demande de l'aide à son époux, qui lui propose de lui envoyer les forces de Despenser, mais Isabelle refuse catégoriquement, préférant des troupes loyales. Édouard échoue à débloquer la situation, laissant Isabelle coupée de l'armée anglaise par les Écossais, les côtes étant surveillées par les forces navales flamandes, alliées de l'Écosse. La situation de la reine est précaire : Isabelle est obligée de faire appel à un groupe d'écuyers de sa propre escorte pour tenir à distance l'armée ennemie qui avance, tandis que le reste réquisitionne un navire. Le combat se poursuit alors même qu'Isabelle et sa suite font leur retraite sur le vaisseau, deux des suivantes d'Isabelle trouvant la mort. Une fois à bord, Isabelle parvient à échapper aux navires flamands, accostant plus au sud, puis reprenant sa route vers York. Isabelle est furieuse, tant envers Édouard qui, selon elle, l'a abandonnée aux Écossais, qu'envers Despenser qui a poussé Édouard à la retraite plutôt que de la secourir. De son côté, Édouard rejette la faute sur l'évêque de Durham Louis de Beaumont, allié d'Isabelle. Cet épisode marque définitivement une rupture dans le mariage d'Édouard et d'Isabelle, qui va être alimentée au cours des années suivantes par Despenser.

### Repli écossais
Pendant ce temps, le comte de Moray poursuit le pillage du Lancashire et du Yorkshire. Désormais, il accepte d'épargner de nombreux édifices religieux en échange du paiement de fortes rançons. Les paroisses le long de la côte sont rançonnées par l'aile gauche de l'armée écossaise, qui pourchasse la reine Isabelle. Moray pénètre ensuite dans l'East Riding. Entretemps, le 20 octobre, Robert d'Écosse reçoit 400 £ de la ville de Beverley, qui le supplie de l'épargner. Il accepte : la suite de la campagne se poursuit sans destruction ou pillage majeur. L'armée écossaise atteint ensuite Skipton, où elle stoppe son avancée. Le 22 octobre, Moray rejoint l'armée du roi. Du fait du début de la rigueur hivernale et des pluies torrentielles, les Écossais repartent vers leur pays. On dispose par la suite de peu d'indices quant à la route prise pour effectuer leur retraite. Ils retraversent la frontière le 2 novembre, après plus d'un mois de campagne. Il s'agit de leur plus long raid mené en Angleterre depuis 1311.

## Conséquences
Cette débâcle convainc Andrew Harclay que l'Angleterre ne peut remporter la guerre contre l'Écosse, du moins pas avec Édouard II comme roi. Il décide donc d'entrer en pourparlers avec les Écossais à l'insu de son souverain. Le 3 janvier 1323, Harclay signe un traité de paix avec Robert Ier à Lochmaben. L'Écosse est reconnue indépendante, Robert doit payer 40 000 marcs aux Anglais et s'engage à marier son héritier avec la candidate que lui proposera le roi Édouard. Implicitement, le traité prévoit également une alliance entre Robert et Harclay, dans l'éventualité où l'usage de la force serait nécessaire pour qu'Édouard le respecte. Lorsque le roi apprend la trahison de Harclay, il ordonne immédiatement son arrestation. Arrêté le 25 février, Harclay est emmené à Carlisle où, le 3 mars, il est dépouillé de son titre de comte, condamné à mort et exécuté.
L'exécution de Harclay prive Édouard d'un de ses meilleurs commandants militaires sur la frontière écossaise. Le roi ne veut pourtant pas renoncer à la campagne qu'il prévoit pour le printemps 1323. Pour le presser d'accepter la paix, Robert menace Édouard de ravager à nouveau le Northumberland. Au même moment, les relations avec le roi Charles IV de France se tendent au sujet du duché de Gascogne. Édouard, craignant une invasion française en Gascogne, se laisse convaincre de négocier avec les Écossais. Ainsi, moins de trois mois après l'exécution du comte de Carlisle, Édouard II conclut une trêve de treize ans avec Robert le 30 mai 1323. Les affrontements cessent dès lors au nord de l'Angleterre jusqu'à l'avènement d'Édouard III en 1327.